# Паризон, Патрик
Патрик Паризон (фр. Patrick Parizon, 3 июня 1950, Ле-Крёзо, Франция) — французский футболист, нападающий. После завершения карьеры работал тренером.

## Карьера

### Футболиста
Начинал свою карьеру Паризон в одном из сильнейших клубов Франции "Сент-Этьене" В его составе форвард становился чемпионом и обладателем кубка страны. Позднее он выступал за ряд других известных коллективов, в числе которых были "Лилль", "Сошо" и "Труа".
В 1975 году футболист вызывался в расположение сборной Франции. За национальную команду нападающий дебютировал 26 марта в товарищеской матче против Венгрии. В ней игрок на 60-й минуте вышел на замену вместо Эрве Ревелле и через три минуты отметился забитым голом. По итогам встречи французы одержали победу со счетом 2:0. В рамках отборочного раунда он сыграл в одном матче против Исландии (0:0). Всего за "трехцветных" Паризон провел три поединка, в которых забил один гол.

### Тренера
Свою карьеру наставника Патрик Паризон начал в "Ньоре". В первое время он занимал в клубе должность играющего тренера. Затем он работал с рядом других французских коллективов. В конце-девяностых - начале двухтысячных французский специалист руководил сборными Маврикия (дважды) и Кот-д’Ивуара. Последним тренерским клубом для Паризона стал "Кан".

## Достижения

### Футболиста
- Чемпион Франции (2): 1967/68, 1970.
- Вице-чемпион Франции (2): 1970/71, 1979/80.
- Обладатель Кубка Франции (2): 1967/68, 1969/70.
- Обладатель Суперкубка Франции (1): 1969.

### Тренера
- Чемпион Игр островов Индийского океана (1): 2003.